# 楔叶
楔叶（英文：Cuneus）是大脑枕叶中的一个小型脑叶，位于大脑半球内侧面，呈楔型，前部与顶枕沟相连，下部与距状沟相连。在布罗德曼分区系统中，楔叶属于第17区，接收同侧视网膜的视觉信号，与基础视觉信号处理有关。楔叶中视觉皮层的锥体细胞延伸至纹外皮层（布罗德曼第18、19区），与中阶视觉信号处理相关。
此外，除了处理基础视觉信号外，楔叶内的灰质区与躁郁症的抑制性控制有关。

## 图像

左侧大脑半球：楔叶在红色标记处
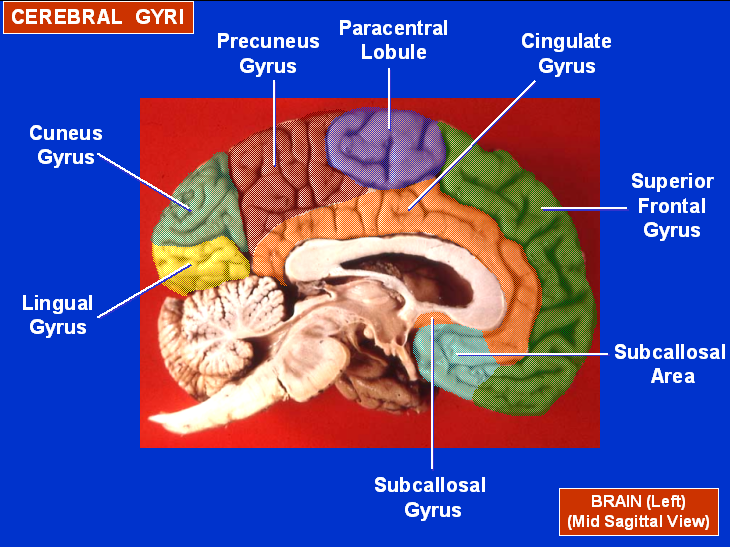
左侧大脑半球内侧面
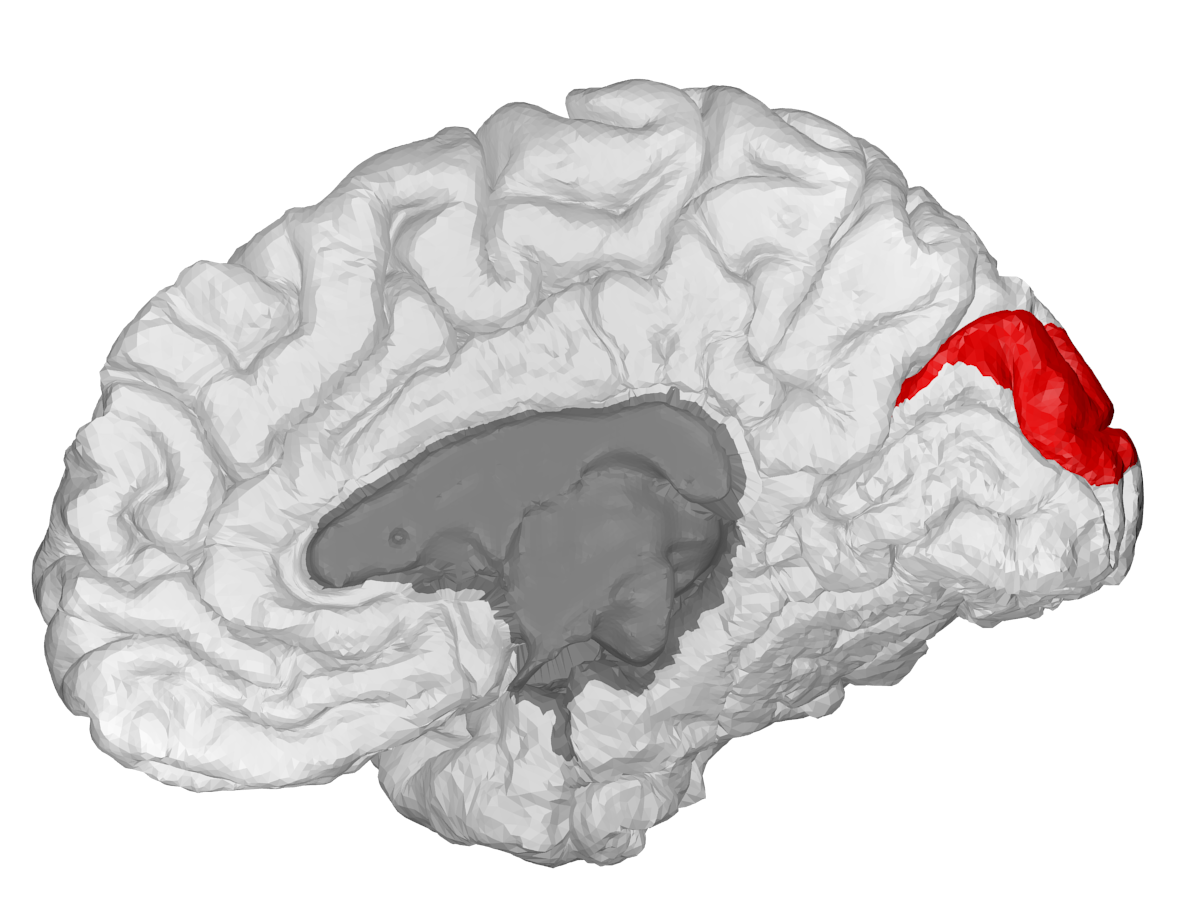
右侧大脑半球内侧面：楔叶在红色标记处